# Giovanni Natalucci
Giovanni Natalucci (...) è uno scenografo italiano.

## Carriera
Durante la sua carriera cinematografica ha collaborato a 76 film, firmando 45 scenografie incluso Compagni di scuola (1988), per la regia di Carlo Verdone. Ha partecipato a film di vari paesi, fra i quali The Keeper: The Legend of Omar Khayyam (2005), del regista iraniano Kayvan Mashayekh, e Quiet Flows the Don (2006), del russo Sergey Bondarchuk. Ha collaborato a diversi film del regista, e produttore statunitense Stuart Gordon. Ha partecipato a vari episodi della serie televisiva Don Matteo.

## Filmografia
- Cleopatra (1963), regia di Joseph L. Mankiewicz, (scenografie set)
- Il tormento e l'estasi (1965), regia di Carol Reed, (scenografie set)
- La bisbetica domata (1967), regia di Franco Zeffirelli, (scenografie set)
- Il magnifico Bobo (1967), regia di Robert Parrish, (scenografie set)
- Questi fantasmi (1967), regia di Renato Castellani, (scenografie set)
- Il profeta (1968), regia di Dino Risi, (scenografo)
- Lettera al Kremlino (1970), regia di John Huston, (scenografie set)
- Il rompiballe … rompe ancora (1971), regia di Gérard Pirès, (arredatore)
- Er più: storia d'amore e di coltello (1971), regia di Sergio Corbucci, (arredatore)
- Trastevere (1971), regia di Fausto Tozzi, (arredatore)
- Gli altri racconti di Canterbury (1972), regia di Mino Guerrini, (scenografo)
- L'etrusco uccide ancora (1972), regia di Armando Crispino, (arredatore)
- L'uomo della Mancha (1972), regia di Arthur Hiller, (scenografie set)
- Giovannona Coscialunga disonorata con onore (1973), regia di Sergio Martino, (scenografo)
- L'emigrante (1973), regia di Pasquale Festa Campanile, (arredatore)
- Il colonnello Buttiglione diventa generale (1974), regia di Mino Guerrini, (scenografo)
- Il ritorno di Zanna Bianca (1974), regia di Lucio Fulci, (scenografo)
- Mosè (1974) (miniserie televisiva), regia di Roger Young (scenografie set)
- Vieni, vieni amore mio (1975), regia di Vittorio Caprioli, (scenografo)
- Buttiglione diventa capo del servizio segreto (1975), regia di Mino Guerrini, (scenografo)
- I quattro dell'apocalisse (1975), regia di Lucio Fulci, (scenografo)
- Cattivi pensieri (1976), regia di Ugo Tognazzi, (scenografo e architetto-scenografo)
- Gran bollito (1977), regia di Mauro Bolognini, (arredatore e scenografie set)
- Amori miei (1978), regia di Steno, (arredatore)
- Uragano (1979), regia di Jan Troell, (architetto-scenografo)
- Io, Caligola (1979), regia di Tinto Brass e Bob Guccione (architetto)
- Il bandito dagli occhi azzurri (1980), regia di Alfredo Giannetti, (assistente scenografo)
- La vita è bella (1981), regia di Grigori Chukhrai, (arredatore)
- Il tango della gelosia (1981), regia di Steno, (arredatore)
- Eccezzziunale... veramente (1982), regia di Carlo Vanzina, (scenografo e architetto-scenografo)
- Venti di guerra (1983) (miniserie televisiva), regia di Dan Curtis, (scenografie set) (episodi sconosciuti)
- C'era una volta in America (1984), regia di Sergio Leone, (scenografie set)
- Zona di Guerra (1985), regia di Danny Bilson, (scenografo)
- Ladyhawke (1985), regia di Richard Donner, (architetto-scenografo)
- Troll (1986), regia di John Carl Buechler, (scenografo)
- Terror vision - visioni del terrore (1986), regia di Ted Nicolaou, (scenografo e architetto-scenografo)
- Oddio, ci siamo persi il papa (1986), regia di Robert M. Young, (scenografo)
- Striscia ragazza striscia (1986) regia di David Schmoeller, (scenografo)
- From Beyond - Terrore dall'ignoto (1986), regia di Howard Phillips Lovecraft, (scenografo)
- Bambole (1987), regia di Stuart Gordon, (scenografo)
- La morte avrà i suoi occhi (1987), regia di Arthur Allan, (scenografo)
- Sing Sing chiama Wall Street (1987), regia di Robert Boris, (scenografo)
- Pulse Pounders (1988), regia di Charles Band, (scenografo e architetto-scenografo)
- Catacombs - La prigione del diavolo (1988), regia di David Schmoeller, (scenografo)
- Transformations (1988), regia di Jay Kamen, (scenografo)
- Ghoulies II - Il principe degli scherzi (1988), regia di Albert Band, (scenografo)
- Compagni di scuola (1988), regia di Carlo Verdone, (scenografo)
- Compagni di scuola (1988), regia di Carlo Verdone, (arredatore)
- Oggi ho vinto anch'io (1989) (film televisivo), regia di Lodovico Gasparini, (scenografo)
- Arena (1989), regia di Peter Manoogian, (scenografo)
- Robot Jox (1989), regia di Stuart Gordon, (scenografo)
- Il bambino e il poliziotto (1989), regia di Carlo Verdone, (scenografo)
- Meridian (1990), regia di Charles Band, (scenografo e architetto-scenografo)
- Il Pozzo e il pendolo (1991), regia di Stuart Gordon, (scenografo e architetto-scenografo)
- Spellcaster (1992), regia di Rafal Zielinski, (scenografo)
- Sherwood's Travels (1994), regia di Ron Coswell e Steve Miner, (scenografo)
- La sindrome di Stendhal (1996), regia di Dario Argento, (arredatore set)
- Il figlio di Sandokan (1998) (miniserie televisiva), regia di Sergio Sollima, (scenografo)
- Conan (22 episodi, 1997-1998), regia di Frank Wayne, (scenografo)
- L'amante perduto (1999), regia di Roberto Faenza, (scenografo)
- She (2001), regia di Timothy Bond, (scenografo)
- Queen's Messenger (2001), regia di Mark Roper, (scenografo)
- High Adventure (2001), regia di Mark Roper, (scenografo)
- Death, Deceit & Destiny Aboard the Orient Express (2001), regia di Mark Roper, (scenografo)
- Don Matteo (16 episodi, 2001) (serie televisiva), (scenografo e arredatore)
- I Am David (2003), regia di Paul Feig, (scenografo)
- Have No Fear: The Life of Pope John Paul II (2005) (film televisivo), regia di Jeff Bleckner, (scenografo)
- The Keeper: The Legend of Omar Khayyam (2005), Kayvan Mashayekh, (architetto-scenografo)
- La buona battaglia - Don Pietro Pappagallo (2006) (miniserie televisiva), regia di Gianfranco Albano, (scenografo)
- Quiet Flows the Don (2006), regia di Sergey Bondarchuk, (architetto-scenografo)
- Operazione pilota (2007) (miniserie televisiva), regia di Alessandro Jacchia, (scenografo)
- Zona rossa (2007), cortometraggio, regia di Giorgia Farina, (architetto-scenografo)
- Zodiaco (2008) (miniserie televisiva), regia di Eros Puglielli, (scenografo) (episodi sconosciuti)
- L'anno mille (2008), regia di Diego Febbraro, (scenografo)
- Echelon Conspiracy (2009), regia di Greg Marcks, (arredatore)
- Trancers: City of Lost Angels, cortometraggio regia di Charles Brand, (scenografo)(2012)